# أليكسي فوروبيوف
أليكسي فلاديميروفيتش فوروبيوف (الروسية:Алексей Владимирович Воробьёв; ولد في 19 يناير 1988 في تولا) مغني وممثل روسي، عرف في بدايتها بظهوره في النسخة الروسية من برنامج أكس فاكتور في سن 17 في عام 2005.في عام 2006 تم التعاقد مع فوروبيوف من قبل يونيفرسال ميوزيك روسيا، في ديسمبر 2007 تم تعيينه كسفير للنوايا الحسنة ل واي-بير، وهي مبادرة شبابية من صندوق الأمم المتحدة للسكان. مثل روسيا في مسابقة الأغنية الأوروبية 2011 في ألمانيا.
ظهر في فيلم المغامرات الكوميدي سوكروفيشتشا أو.كي. (2013), بالأشتراك مع ماريا كوجيفنيكوفا , إلفيرا إبراغيموفا.

## روابط خارجية
- (بالروسية) Official website
- أليكسي فوروبيوف على موقع IMDb (الإنجليزية)
- أليكسي فوروبيوف على موقع ألو سيني (الفرنسية)
- أليكسي فوروبيوف على موقع ميوزك برينز (الإنجليزية)
- أليكسي فوروبيوف على موقع ميوزك برينز (الإنجليزية)
- أليكسي فوروبيوف على موقع ديسكوغز (الإنجليزية)
- أليكسي فوروبيوف على موقع ديسكوغز (الإنجليزية)
- أليكسي فوروبيوف على موقع قاعدة بيانات الفيلم (الإنجليزية)
- أليكسي فوروبيوف على موقع كينوبويسك (الروسية)